# Meredith Kopit Levien
Meredith Kopit Levien (nacida en 1971) es una ejecutiva de medios estadounidense que se desempeña como directora ejecutiva de The New York Times Company. En 2017, Business Insider la nombró una de las "50 CMO más innovadoras del mundo". Levien fue incluida en la lista de Adweek de 2018 de "50 jugadores indispensables de medios, marketing y tecnología" y en 2019 "Publishing Hot List", en la que fue nombrada ejecutiva del año. En julio de 2020, Levien fue nombrado presidente y director ejecutivo de The New York Times Company.

## Primeros años y carrera
En 2006, Levien se convirtió en el primer editor de la revista 02138 de Atlantic Media. En julio de 2013, fue nombrada jefa de publicidad en The New York Times Company por C.E.O. Mark Thompson. En abril de 2015, fue ascendida a directora de ingresos de The New York Times, responsable de todos los ingresos por publicidad y suscripción. Levien fue becaria Henry Crown en el Instituto Aspen en 2016.
En julio de 2020, Levien fue nombrada presidenta y directora ejecutiva de The New York Times Company, a partir del 8 de septiembre de 2020. También se unió a la junta directiva de New York Times Company.